# Dorte Olesen
Dorte Elisabeth Olesen är en dansk-svensk koreograf född 9 mars 1967 i Danmark.

## Biografi
Dorte Olesen utbildades på Danshögskolan i Stockholm 1988–1991 till danspedagog och 1995–1998 till koreograf.
Bland hennes mest uppmärksammade föreställningar kan nämnas Ful Flicka 2004, Moderna Dansteatern, Stockholm och Pudel 2005, Dansens hus, Stockholm. Hon har därutöver gjort koreografi till ett flertal teaterföreställningar, däribland En midsommarnattsdröm av William Shakespeare i regi av John Caird på Dramaten år 2000.

## Teaterkoreografi
| År   | Produktion                                            | Upphovsmän                                                   | Regi           | Teater                   |
| ---- | ----------------------------------------------------- | ------------------------------------------------------------ | -------------- | ------------------------ |
| 2002 | Tolvskillingsoperan Die Dreigroschenoper              | Bertolt Brecht och Kurt Weill Översättning Sven Hugo Persson | Åsa Melldahl   | Östgötateatern           |
| 2006 | Jösses flickor – Återkomsten                          | Margareta Garpe, Suzanne Osten och Malin Axelsson            | Maria Löfgren  | Stockholms stadsteater   |
| 2007 | Romeo och Julia Romeo and Juliet                      | William Shakespeare                                          | Maria Löfgren  | Göteborgs stadsteater    |
| 2011 | Lång dags färd mot natt Long Day's Journey into Night | Eugene O'Neill Översättning Klas Östergren                   | Maria Löfgren  | Riksteatern              |
| 2018 | Fly me to the moon                                    | Marie Jones Översättning Anna Kölén                          | Maria Löfgren  | Malmö Stadsteater        |
| 2022 | Jag börjar om                                         | Marie Öhrn                                                   |                | Kulturhuset Stadsteatern |
| 2022 | Bara Astrid                                           | Irena Kraus                                                  | Malin Stenberg | Kulturhuset Stadsteatern |

## Priser och utmärkelser
- 2008 – Birgit Cullberg-stipendiet